# Provinz Laibach

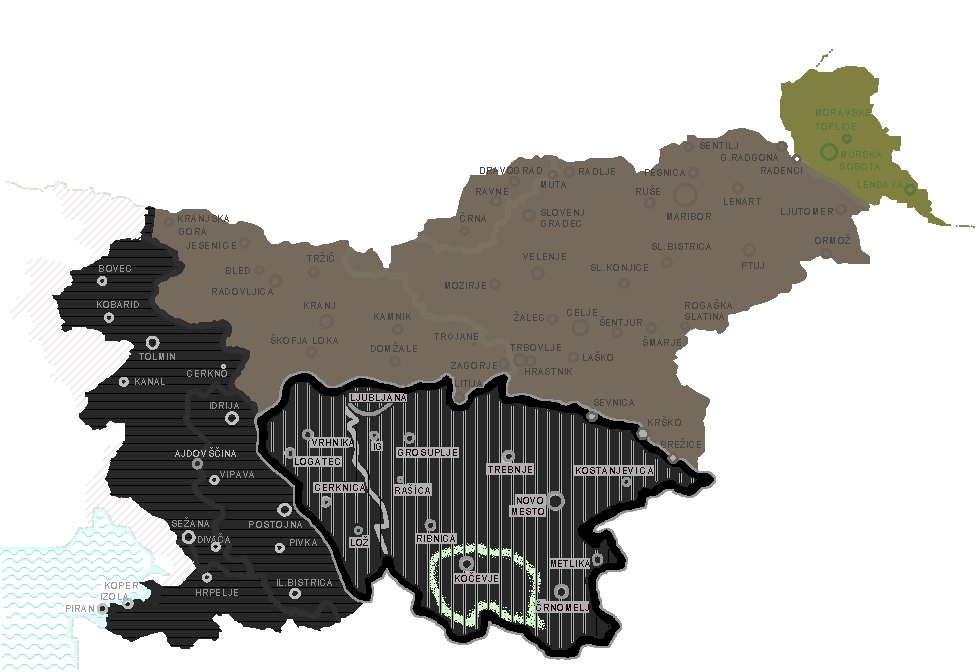
Die italienische Provinz Laibach. Die deutsche Sprachinsel der Gottscheer ist grün umrandet.

Die Provinz Laibach (italienisch Provincia di Lubiana, slowenisch Ljubljanska pokrajina) bestand während des Zweiten Weltkriegs als italienische Provinz auf dem Gebiet des besetzten Königreichs Jugoslawien von 1941 bis 1945, ab 1943 unter deutscher Kontrolle.
Die Provinz Laibach umfasste einen Teil Sloweniens, und zwar Innerkrain (innerhalb der jugoslawischen Vorkriegsgrenzen), den Großteil Unterkrains sowie Laibach mit Umgebung (bis zum Fluss Save).
Das im April 1941 von der italienischen Armee besetzte Gebiet wurde am 3. Mai 1941 dem Königreich Italien angeschlossen, was in den meisten Zeitungen der führenden slowenischen Parteien (Slowenische Volkspartei, Liberale Partei), insbesondere in Slovenec („der Slowene“) und Jutro („der Morgen“), offiziell begrüßt wurde.
Am 17. Mai 1941 berief Benito Mussolini ein Beratungsgremium aus Vertretern der slowenischen Wirtschaft und Politik ein. Das Gremium hatte aber kein tatsächliches Mitspracherecht gegenüber der italienischen Verwaltung.
Anders als die Deutschen ließen die Italiener in gewissem Umfang slowenisches Kulturleben und auch Verwaltungsstrukturen zu, so die Universität, die Slowenische Akademie der Wissenschaften und Künste, Schulen, Theater und Gerichte. Die Slowenen wurden nicht in die italienische Armee eingezogen.
Aus diesem Grund suchten zwischen April und Juni 1941 mehrere zehntausend Slowenen aus den deutsch kontrollierten Gebieten (CdZ-Gebiet Kärnten und Krain sowie CdZ-Gebiet Untersteiermark), wo die Slowenen auch zum Dienst in der Wehrmacht gezwungen wurden, Zuflucht in der italienischen Provinz Laibach.
Die Verwaltung war zweisprachig, in den Schulen war Italienisch Pflichtfach, doch der slowenischsprachige Unterricht wurde ansonsten beibehalten. Die Faschisten bauten außerdem Organisationsstrukturen in der Provinz auf, um ihren Einfluss auf die Bevölkerung zu festigen.
Anders als andere italienische Provinzen wurde die Provinz Laibach durch einen von der Regierung in Rom ernannten Hochkommissar (Alto Commissario provinciale) regiert, der mehr Vollmachten als die Präfekten (prefetti) der übrigen Provinzen hatte. Erster Hochkommissar war Emilio Grazioli.
Im Mai 1941 wurden folgende fünf Distrikte (distretti) geschaffen:
- Lubiana (Laibach) – Provinzhauptstadt, im Nordwesten der Provinz, 91.600 Einwohner
- Longatico – im Westen der Provinz, 24.700 Einwohner
- Cocevie (Gottschee) – im Süden der Provinz, umfasste bis zu deren Umsiedlung die überwiegend sloweniendeutsche Bevölkerung der Gottscheer
- Cernomeli – im Südosten der Provinz, 29.800 Einwohner
- Novo mesto – im Nordosten der Provinz, 81.400 Einwohner

Die Distrikte wurden von Distriktkommissaren (Commissari distrettuali) geleitet, meist einheimischen Slowenen, entsprechend den Unterpräfekten (sottoprefetti) in anderen Provinzen.
Nach dem Vorbild der Option in Südtirol schlossen am 31. August 1941 das faschistische Italien und das Deutsche Reich ein Abkommen zur Umsiedlung der Reichsdeutschen und Volksdeutschen aus der Provinz Laibach. Mit der Umsiedlung der Gottscheer wurde von Reichsführer-SS Heinrich Himmler vor Ort die „Amtliche Deutsche Umsiedlungsstelle“ betraut. Die Umsiedlung in die von den Deutschen besetzte Untersteiermark begann am 23. Oktober 1941 und war Anfang Februar 1942 abgeschlossen.
Die Zusammenarbeit mit der Besatzungsmacht wurde von der slowenischen Bevölkerung großenteils abgelehnt. Dies zeigte sich in der starken Unterstützung für die Partisanen der „Befreiungsfront“ (Osvobodilna fronta). Dem Aufstieg der Partisanenbewegung folgte eine Zunahme der Repression durch die italienische Besatzungsmacht.
Nach der Verkündung des Waffenstillstandes von Cassibile am 8. September 1943 wurde die Provinz durch die Wehrmacht besetzt. Die Deutschen übernahmen die Verwaltungsstruktur und ließen – anders als in Nordslowenien – auch die slowenische Sprache weiterhin zu. Die Provinz blieb formell bei Italien, stand aber als Teil der Operationszone Adriatisches Küstenland de facto vollständig unter deutscher Kontrolle. Der deutsche Reichsverteidigungskommissar der Operationszone Adriatisches Küstenland Friedrich Rainer betraute den ehemaligen jugoslawischen General und von den Italienern als Laibacher Bürgermeister eingesetzten Leon Rupnik mit der Zivilverwaltung der Provinz Laibach, doch der Leiter des Polizeistabs, SS-General Erwin Rösener, und Hermann Doujak, Friedrich Rainers politischer Berater für die Provinz Laibach, übten die eigentliche Herrschaft aus.
Nach dem Sieg der Partisanen wurde die Provinz Laibach am 9. Mai 1945 endgültig aufgelöst.